# Вітязовце
Вітязовце, або Витязовце, Витязівці (словац. Víťazovce) — село, громада в окрузі Гуменне, Пряшівський край, Словаччина. Кадастрова площа громади — 5,57 км².

## Історія
Уперше згадується 1451 року як  Vytezwagasa.
До 1955 року село входило до громади Оградзани. Відокремлено в самостійну громаду 1956 року.
JRD засновано 1950 року.

## Географія
Розташоване в північно—східній частині Словаччини в південній частині Низьких Бескидів в долині потока Гатка, притоки Ольки.

## Населення
| Рік:            | 1993 | 2003    | 2013    | 2023    |
| --------------- | ---- | ------- | ------- | ------- |
| Кількість осіб: | 343  | 337     | 318     | 324     |
| Різниця:        |      | -1,74 % | -5,63 % | +1,88 % |

| Рік:            | 2022 | 2023    |
| --------------- | ---- | ------- |
| Кількість осіб: | 309  | 324     |
| Різниця:        |      | +4,85 % |

У селі проживало 322 осіб (31.12.2011).
Національний склад населення (за даними останнього перепису населення — 2001 року):
- словаки — 95,41 %,
- поляки — 0,61 %,
- чехи — 0,31 %.

Склад населення за приналежністю до релігії станом на 2001 рік:
- римо-католики — 92,35 %,
- греко-католики — 3,98 %,
- не вважають себе вірянами або не належать до жодної вищезгаданої конфесії — 3,67 %.

## Пам'ятки
У селі є римо-католицький костел свв. Кирила і Мефодія.